# Дубровне (Мішкинський район)
Дубро́вне (рос. Дубровное) — село у складі Мішкинського району Курганської області, Росія. Адміністративний центр Дубровинської сільської ради.
Населення — 489 осіб (2010, 575 у 2002).